# Myfest

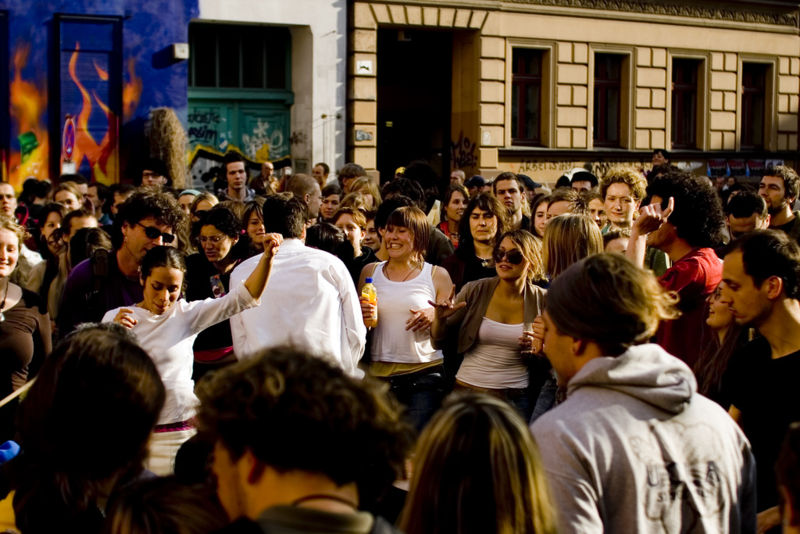
Besucher beim Myfest

Das Myfest [ˈmaɪfɛst] ist ein seit 2003 jährlich am 1. Mai (Tag der Arbeit, Maifeiertag) stattfindendes Straßenfest im Berliner Ortsteil Kreuzberg, das sich vor allem an Kinder und Jugendliche richtet und ein großes kulinarisches und kulturelles Angebot von Konzerten bis zu Feuerwehrvorstellungen bietet.

## Name
Der Name wird wie „Maifest“ ausgesprochen und ist ein Kunstwort aus diesem Begriff und dem Englischen my für ‚mein‘.

## Geschichte
Die für den 1. Mai 2020, 1. Mai 2021 und 1. Mai 2022 vorgesehenen Myfeste wurden wegen der Ausbreitung der COVID-19-Pandemie abgesagt.

## Organisation
Organisiert wird es vom Netzwerk Myfest, einem breiten Bündnis aus Anwohnern, Gewerbetreibenden und bürgerschaftlichen Initiativen. Die Veranstalter erhielten dafür 2004 einen Präventionspreis des Landes Berlin.
Das Fest soll vor allem die Bereiche um das Kottbusser Tor, den Rio-Reiser- und den Mariannenplatz sowie die Oranienstraße mit friedlichen Menschen in Festatmosphäre überziehen, um den Ausschreitungen am 1. Mai in diesem Gebiet entgegenzuwirken und potentiellen Gewalttätern alternative Unterhaltung zu bieten. Der seit 2003 zunehmend friedlichere Verlauf der Kreuzberger Maifeiern wird von Polizei, Politik und Anwohnern in erster Linie dem Myfest zugeschrieben. Es wird daher vom Bezirksamt Friedrichshain-Kreuzberg und von der Berliner Polizei im Rahmen des „AHA!“-Konzeptes gefördert.
Ebenfalls am 1. Mai findet bereits seit 1996 das Mariannenplatzfest statt.
Im März 2018 gab das Bezirksamt Friedrichshain-Kreuzberg bekannt, unter dem Titel „MaiGörli“ die öffentlichen Feiern zum 1. Mai in den Görlitzer Park auszuweiten, um das MyFest zu entlasten.